# Castelo de Vaduz
O Castelo de Vaduz
O Castelo de Vaduz (Schloss Vaduz, em alemão) é a residência oficial do príncipe de Liechtenstein. O castelo, localizado em um penhasco, foi nomeado a partir de Vaduz, a capital do Liechtenstein.
O Castelo de Vaduz, é a residência medieval onde se sediou a família de Liechtenstein, uma das mais antigas da Europa.
O Castelo de Vaduz situa-se num terraço de rocha cerca de 120 metros acima da cidade de Vaduz. No sul, o castelo é inclinado, quase na vertical sobre o vale do Reno, enquanto que a leste, norte e oeste se estende por desnível mais suave.

## História

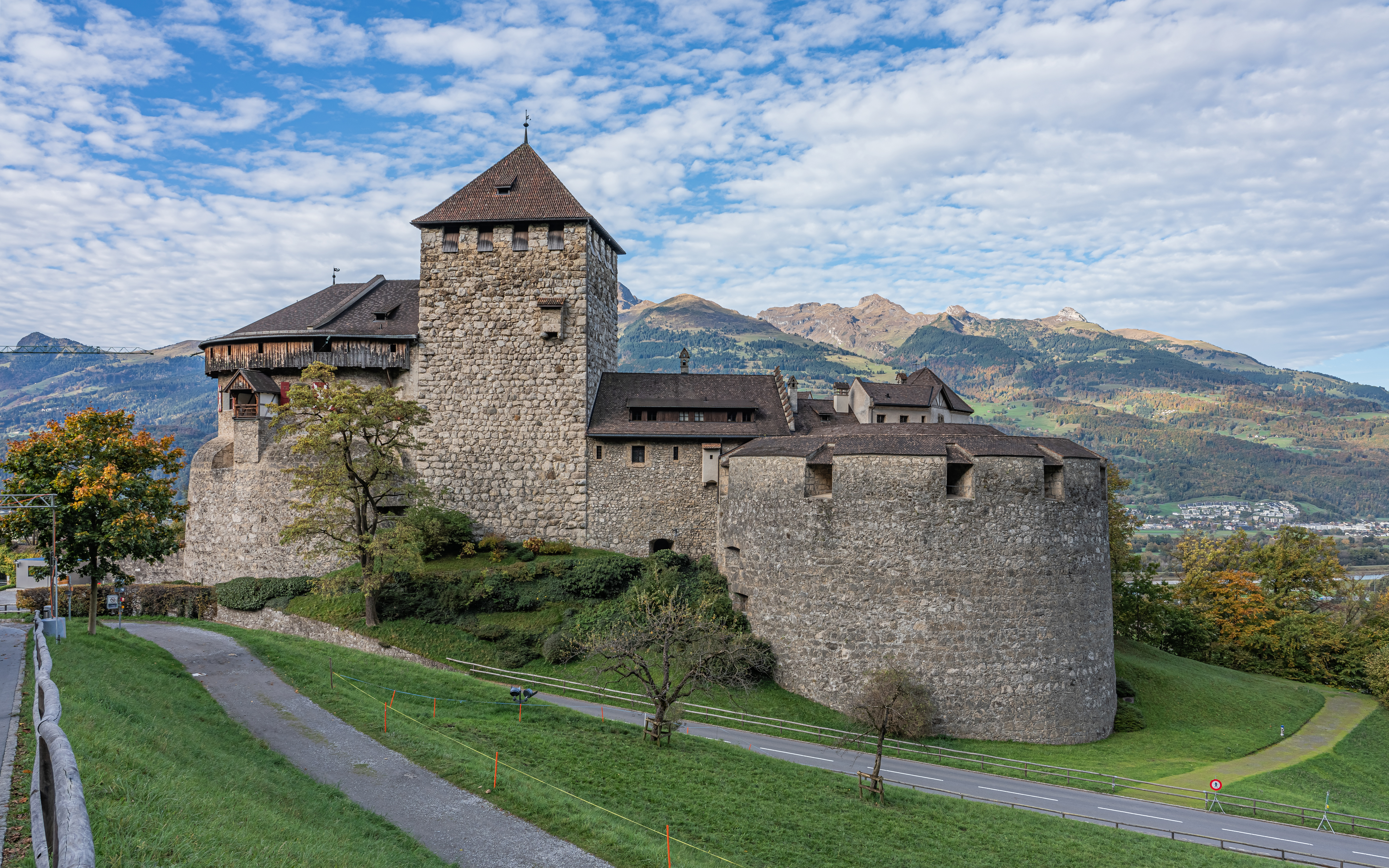
O Castelo de Vaduz.

Originalmente, era uma fortaleza medieval, que foi expandida durante os séculos XVI e XVII. Os proprietários da época e prováveis construtores foram os condes de Werdenberg-Sargans. A fortaleza do castelo e o sua porção oeste são as partes mais antigas do complexo. Em 1712, foi adquirido pelo Príncipe de Liechtenstein.
A primeira menção do castelo pode ser encontrada na escritura do Conde Rudolf von Werdenberg-Sargans para a venda a Ulrich von Matsch. Os proprietários então - presumivelmente, também os construtores - foram os Condes de Werdenberg-Sargans. O Bergfried (século XII) e partes da zona leste-são os mais velhos.
A torre fica em cima de um pedaço de terra de cerca de 12 x 13 m e tem uma espessura de parede no piso térreo, de até 4 metros. A entrada original estava no pátio zijde a uma altura de 11 metros. A capela St. Anna era presumivelmente construído na Idade Média também. O altar-mor é gótico tardio.
Na Guerra Schwaben de 1499, o castelo foi queimado pelo honorbound da Suíça. O lado oeste foi ampliado em pelo Conde Kaspar van Hohenems (1613-1640).
A família Liechtenstein adquiriu o Castelo de Vaduz em 1712 quando comprou o Condado de Vaduz. Neste momento, Carlos VI, Sacro Imperador Romano, uniu o Condado ao Senhorio de Schellenberg, comprado pelos Liechtensteins em 1699, para formar o Principado de Liechtenstein.

## Capela do Castelo
A capela no piso térreo da ala sul data do final da Idade Média e foi, provavelmente, já de volta à primeira menção. Parece, no entanto, não produziu em seus próprios documentos. Na sua forma actual, remonta aos Barões Von Brandis e Anne St. ordenado. Em 1511, uma Fraternidade ainda existente de Santa Ana foi fundada em Liechtenstein.
Como a capela da corte era antigamente a Igreja de St. Florian, por que não a própria capela do castelo capelão tinha. O gótico tardio altar ala da capela mostra um grupo de Vésperas. As asas têm motivações internas com Santa Catarina e Santa Bárbara . O exterior mostra o martírio dos 10.000 cavaleiros.
Na tenda da copa têm três estatuetas: Criança com St. Anne , São Sebastião e St. Martin de Tours .
A capela é agora uma capela privada da família real e é usada regularmente para cultos da igreja.

## O Dia Nacional
No feriado nacional do Principado, a 15 de Agosto, tem lugar no relvado do castelo do ato de Estado: primeiro, o festival de altos cargos - geralmente celebrada pelo bispo Wolfgang Haas - depois de discursos do Príncipe e do Presidente do Parlamento. Principalmente, a família real, as pessoas convidadas, após a cerimônia oficial para um aperitivo no jardim do castelo. Os fogos de artifício no final do Dia Nacional pode ser visto na frente muralha da cidade lado as letras ardente de Deus, Príncipe e Pátria, e um evento de fogo.

## Na atualidade
O castelo passou por uma grande restauração entre 1905 e 1920 durante o reinado do príncipe Johann II, e foi ampliado durante a década de 1930 pelo Príncipe Franz Joseph II. Desde 1938, o castelo tem sido a residência principal da família real de Liechtenstein. Não é aberto aos turistas.

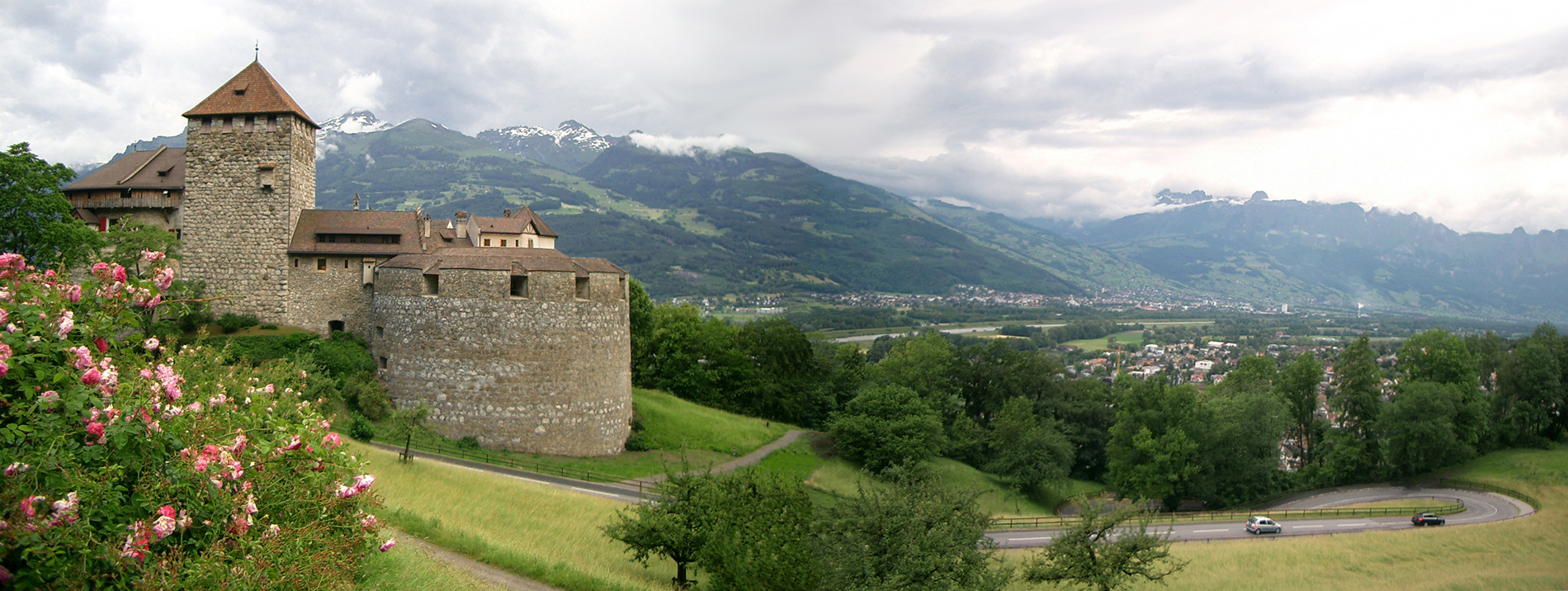
O Castelo de Vaduz.